# Elżbieta Wierniuk
Elżbieta Julianna Wierniuk-Jóźwiak-Mironowicz (Jawor, 16 marzo 1951 – 16 settembre 2017) è stata una tuffatrice polacca.

## Biografia
Rappresentò la Polonia ai Giochi olimpici estivi di Città del Messico 1968, classificandosi 11ª nel trampolino 3 m e 15ª dalla piattaforma 10 m.
All'Universiade di Torino 1970 ottenne il bronzo nel trampolino 3 m, dietro alle statunitensi Cynthia Potter e Jerrie Adair.
Fece la sua seconda apparizione olimpica a Monaco di Baviera 1972, gareggiando nei concorsi dei tuffi dal trampolino 3 m ed in quelli dalla piattaforma 10 m, concludendo rispettivamente all'8º e all'11º posto in classifica.

## Palmarès
- Universiadi

Torino 1970: bronzo nel trampolino 3 m